# Dan Bucatinsky
Dan Bucatinsky (22 de septiembre de 1965) es un actor, guionista y productor de cine y televisión estadounidense.

## Biografía
Nació en la ciudad de Nueva York de padres argentinos de origen judío, Julio y Myriam. Se graduó en la universidad de Vassar en Poughkeepsie, Nueva York.
Reside en Los Ángeles junto a su pareja, el guionista Don Roos, con el que tiene adoptado dos hijos, Eliza y Jonah.
Dan se ha hecho popular por ser el guionista, productor y actor protagonista de la comedia romántica gay La otra pareja (2001), Lions Gate. Ha aparecido en varios episodios de series de televisión, entre las que se pueden citar Curb Your Enthusiasm, Weeds, Friends, Polícias de Nueva York, That '80s Show, Frasier, Will & Grace, Cinco en familia, The Good Fight o Elsbeth. Por su participación con su papel en Scandal fue nominado al Emmy a mejor secundario.
En 2005 fue productor ejecutivo junto a Lisa Kudrow la serie de la HBO, The Comeback, que ambos protagonizaron. Es el creador de la serie de internet (posteriormente convertida en serie de televisión) Web Therapy, por cuya producción fue nominado al Emmy.

## Filmografía
| Año  | Película                            | Papel                    | Comentarios                   |
| ---- | ----------------------------------- | ------------------------ | ----------------------------- |
| 2018 | Jefa por accidente                  | Arthur                   |                               |
| 2006 | Fabulous! The Story of Queer Cinema | Él mismo                 |                               |
| 2005 | When Do We Eat?                     | High Strung Client       |                               |
| 2003 | I Love Your Work                    | El Director              |                               |
| 2003 | Bajo el sol de la toscana           | Rodney, miembro del tour |                               |
| 2001 | La otra pareja                      | Eli Wyckoff              | También guionista y productor |
| 2000 | El cielo se desploma                | Técnico de laboratorio   |                               |
| 1998 | Lo contrario al sexo                | Timothy                  |                               |